# 중앙도서관 (보령시)
중앙도서관은 충청남도 보령시에 있는 공립 도서관이다.

## 연혁
- 1996년 7월 23일 보령공공도서관으로 개관.
- 2002년 2월 28일 디지털자료실 개실.
- 2004년 1월 2일 전자책(e-Book) 운영.
- 2015년 2월 23일 중앙도서관으로 명칭 변경.